# Parque ornitológico de Teich
El parque ornitológico de Teich es un espacio natural de 120 hectáreas preparado para acoger a las aves y permitir su observación al público. Se encuentra situado en la bahía de Arcachón en la comuna francesa de Teich.
El parque está formado por marismas marítimas, lagunas, cañaverales, prados y bosques, cerca de la desembocadura del río Eyre, en el lugar donde había unas antiguas instalaciones piscícolas creadas en el siglo XVIII. Se encuentra abierto al público desde 1972 y es administrado por la localidad de Teich, con respaldo del parque natural regional de la Landas de Gascuña.
Situado en el trayecto de las aves migratorias y próximo a una bahía marítima, es frecuentado por 260 especies, aproximadamente 80 de las cuales anidan in situ. Están presentes en otoño y primavera. Se encuentran numerosas poblaciones especialmente cigüeñas blancas, garcetas, garzas y otras especies más raras, como la espátula común o el tarro blanco.

## Zonas
En el parque se encuentran habilitados tres circuitos para el público, interconectados, el más extenso de los cuales es de 4 km e incluye 17 observatorios de aves incluidos cuatro de ellos elevados.